# Agelena littoricola
Agelena littoricola är en spindelart som beskrevs av Embrik Strand 1913. Agelena littoricola ingår i släktet Agelena och familjen trattspindlar. Inga underarter finns listade i Catalogue of Life.